# Kasernierte Volkspolizei
Le Kasernierte Volkspolizei (KVP, Police populaire en caserne) était le précurseur de l'Armée nationale populaire (NVA) en République démocratique allemande. Son siège était d'abord à Adlershof à Berlin, puis à partir de 1954 à Strausberg.
Ces unités cessèrent d'exister après 1956, après être devenues la NVA, mais furent souvent confondues avec l'unité de police paramilitaire est-allemande, la Volkspolizei-Bereitschaft (de), destinée à réprimer les manifestations et placée sous les ordres de la Stasi.
La KVP était chargée des opérations de sécurité intérieure puisqu'à l'époque c'était le Groupement des forces armées soviétiques en Allemagne qui était mandaté pour assurer la défense extérieure de l'Allemagne de l'Est,.

## Histoire
En octobre 1948, l'administration militaire soviétique en Allemagne constitua une police d'alerte (Bereitschaftspolizei), une force armée logée en casernes et formée militairement. Elle comprenait quarante unités de 100 à 250 hommes chacune, les unités étant subordonnées aux autorités provinciales. De nombreux officiers et hommes furent recrutés parmi les prisonniers de guerre allemands détenus en Union soviétique.
En novembre 1948, l'Administration intérieure allemande (Deutsche Verwaltung des Innern, DVdI) prit en charge ces unités et les troupes frontalières pour les inclure dans une force nommée Hauptabteilung Grenzpolizei und Bereitschaften (HA GP/B). À la fin de 1948, elle avait atteint 10 000 hommes.
Elles furent plusieurs fois renommées : Verwaltung für Schulung (VfS) le 25 août 1949, Hauptverwaltung für Ausbildung (HVA) le 15 octobre 1949 et Kasernierte Volkspolizei (KVP) le 1er juin 1952.
En décembre 1952, son effectif atteint les 90 250 hommes. Le Parti socialiste unifié d'Allemagne au pouvoir et les officiers soviétiques y exerçaient un contrôle idéologique strict. La même année, on y inclut des unités maritimes et aériennes.
Le 1er mars 1956, les unités du KVP devinrent la Nationale Volksarmee et le commandement en fut transféré au ministère de la Défense nationale de la RDA.
Peu de temps après, le ministère de l'Intérieur (Stasi) reconstitua sa propre force paramilitaire, les Volkspolizei-Bereitschaften. Celle-ci furent constituées en infanterie motorisée, avec des armes antichars, mais elles étaient principalement employés à des tâches de sécurité intérieure et d'ordre public.